# Lago del Salto
Le lago del Salto est le plus grand lac artificiel du Latium, situé dans la province de Rieti, créé en 1940 par la construction de la digue du Salto (it) sur la rivière Salto et la submersion consécutive dans le Cicolano de la vallée profonde du même nom (it). Ses eaux sont partagées avec celles du bassin hydroélectrique voisin du lac du Turano (it) au moyen d'un canal artificiel d'environ 9 km de long sous la crête du mont Navegna (it) (1 508 m d'altitude) ; les deux bassins alimentent ensemble la centrale hydroélectrique de Cotilia, construite en 1942 pour desservir les aciéries de Terni.

## Description

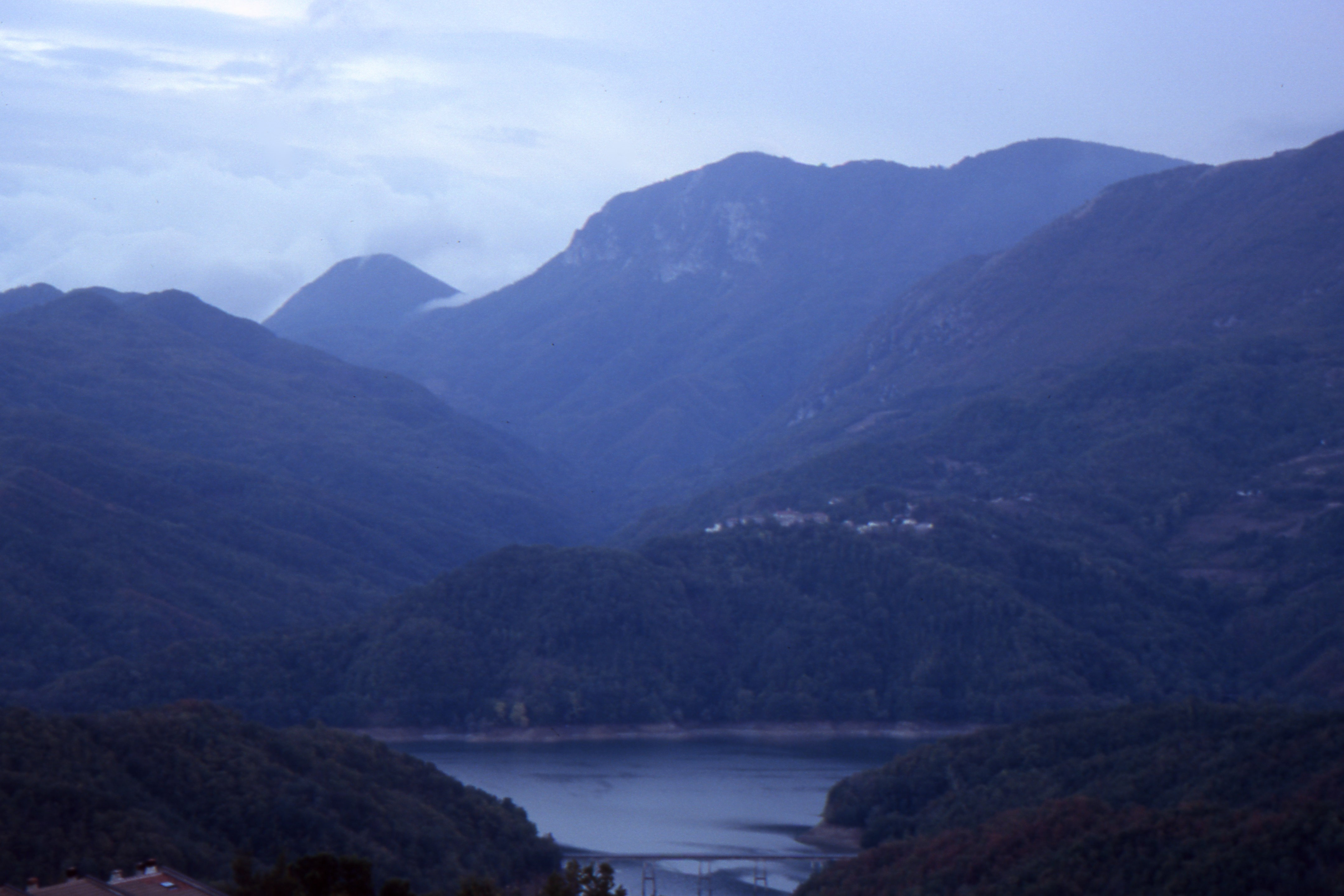
Le lac avec Poggio Vittiano et le à l'arrière-plan

Le lac, très allongée semblable à un immense fleuve ou fjord avec un périmètre important en raison de la côte très déchiquetée, suit fidèlement la conformation étroite de la vallée du Salto (it), et est principalement inclus dans la municipalité de Borgo San Pietro (it) ; mais une partie de ses eaux est également comprise dans les limites des communes de Pescorocchiano, Fiamignano, Varco Sabino et Marcetelli.
Pour sa construction, les villes de Borgo San Pietro (it), Teglieto et Fiumata (it), des parties de Petrella Salto et Sant'Ippolito, une partie de Fiamignano, ont été submergées et reconstruites sur les rives. Parmi ces lieux, le premier est considéré comme un exemple marginal d'architecture rationaliste italienne dans une province alors fasciste marquée principalement par des interventions rurales et forestières.
Une grande plaque gravée dans la roche de la digue du Salto, située sur le bord nord-ouest du lac, se souvient des victimes occasionnées par la construction de la puissante barrière de béton de plus de 90 mètres de haut, à l'époque le barrage le plus haut d'Italie. Toute la vallée du Salto en correspondance avec le lac est couverte de forêts denses le long des pentes des montagnes qui s'éclaircissent brusquement sur le lac.

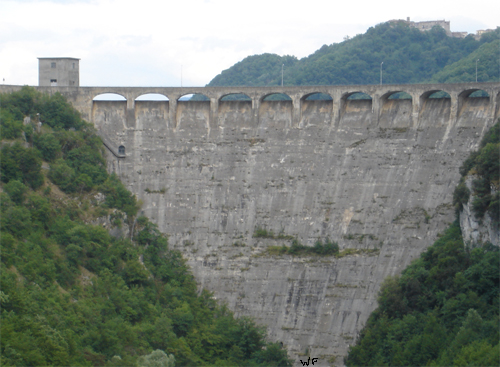
Le barrage de Salto et en arrière-plan Poggio Vittiano, un hameau de Varco Sabino

Le climat de la partie inférieure du lac est typique des zones vallonnées, avec des hivers peu froids et humides grâce à l'action atténuante du lac, qui est assez profond ; les zones de montagne face au lac ont un climat plus rigide avec des hivers plus froids, mais en tout cas atténués par la présence du lac lui-même. Les étés sont chauds et parfois étouffants.

### Faune
La faune piscicole est composée d'éléments allochtones ou de repeuplement : Carpe commune, Ctenopharyngodon idella, tanche, Salmo trutta, Anguille d'Europe, Squalius squalus, Poisson rouge, gardon, Brème commune, Alburnus arborella, Perche commune et Grand brochet, achigan à grande bouche, Lepomis gibbosus, Silure glane, Rotengle . Parmi les crustacés, il y a la Astacus leptodactylus et la Orconectes limosus .

### Accessibilité
Les principaux accès routiers se font par la Route nationale 578 Salto Cicolana (it) en provenance de Rieti et de l' A24 Roma-Teramo par la sortie Valle del Salto. Les accès routiers secondaires de montagne proviennent de la région des Abruzzes (Tornimparte), de la basse Sabina (lac du Turano (it)), du Carseolano (Pietrasecca (it)) et de la ville de Torano (it)-Grotti. Le chemin de fer Rieti-Avezzano (it) aurait également dû desservir l'endroit ; il a été projeté plusieurs fois avant la création du lac, mais jamais construit.

## Tourisme

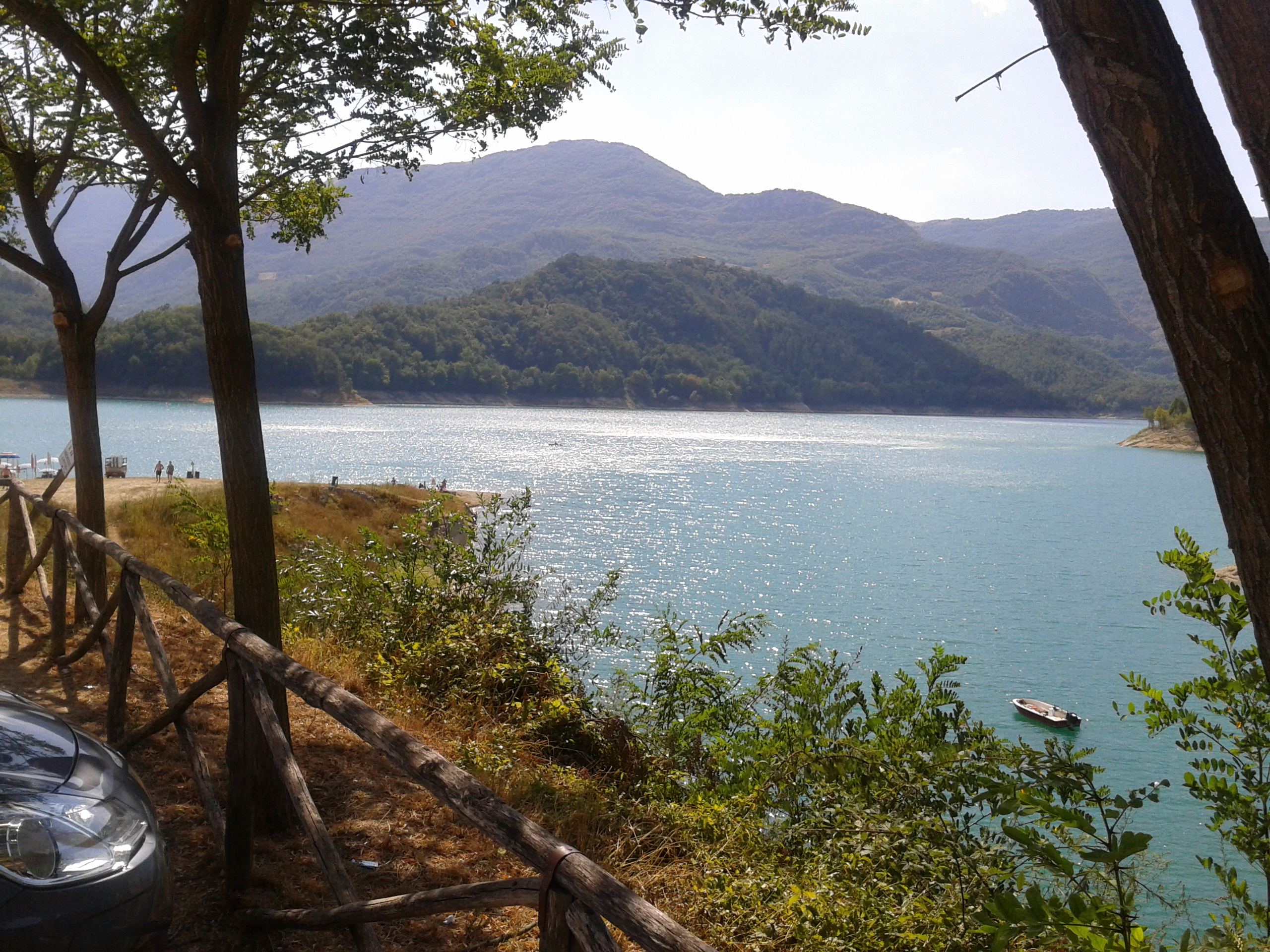
Plages sur le lac (Borgo San Pietro).

Dans les villages de Fiumata (it) et Borgo San Pietro (it) (tous deux le long de la rive nord), il est possible d'accéder à la côte par des plages équipées et des bains qui permettent également la location de matériel touristique comme des parasols, des chaises longues, des pédalos et des canoës.
Ces dernières années, le bassin est devenu un point de référence pour les amateurs de wakeboard. Quelques compétitions nationales  et internationales, y compris les championnats européens  ont lieu sur le Lago del Salto.

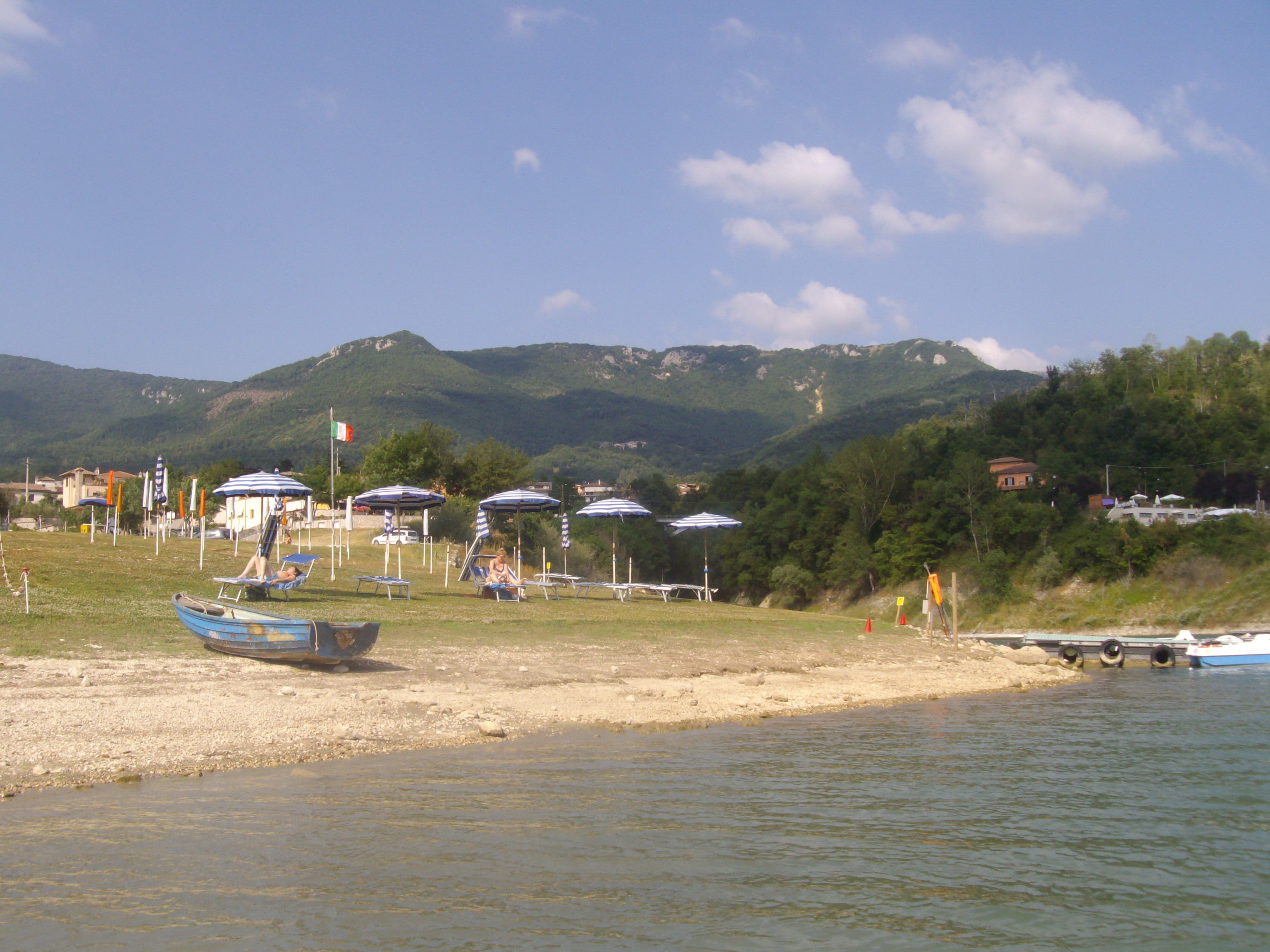
Plages sur le lac (Borgo San Pietro).

Destination pour le tourisme d'été ainsi que pour la pêche, la route nationale 578 (it) et un réseau routier secondaire parcourent le périmètre, rendant accessible une grande partie de ses eaux et des nombreuses criques de vallée. Les collines environnantes boisées, les températures atténuées par la présence du lac et les liaisons routières en font une destination pour les excursionnistes.

## Cinéma
Une partie du film de Gabriele Salvatores Le Clan des gangsters (Educazione siberiana) et la mini-série télévisée Hundred to Go (it) ont été tournés au lac de Salto.